# Усор, Мозес
Мозес Усор (англ. Moses Usor; род. 5 февраля 2002) — нигерийский футболист, вингер клуба ЛАСК.

## Клубная карьера
Усор — воспитанник клуба «36 Лионс». В 2022 году он подписал контракт с пражской «Славией». 15 мая в матче против столичной «Спарты» он дебютировал в Гамбринус лиге. 4 августа в поединке квалификации Лиги конференций против греческого «Панатинаикоса» Мозес забил свой первый гол за «Славию».
В начале 2023 года Усор был арендован австрийским ЛАСКом. 12 февраля в матче против «Райндорф Альтах» он дебютировал в австрийской Бундеслиге.